# 花径
29°34′03″N 115°57′46″E / 29.56750°N 115.96278°E

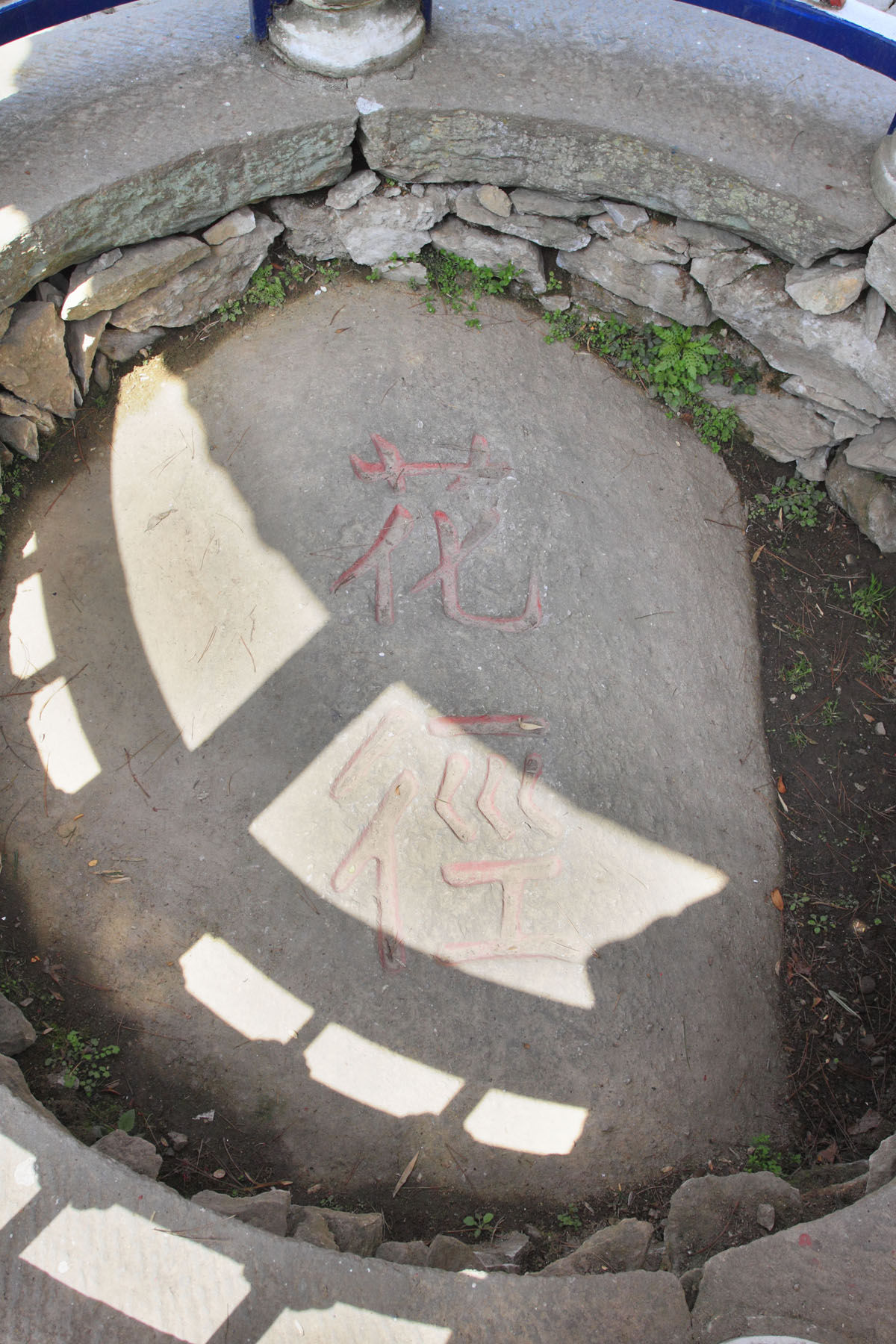
花径亭内的花径石刻

花径是位于中国江西省庐山山顶的一个公园，在牯岭正街以西约2公里处，大林路沿线。
元和十二年（817年）暮春时节，白居易在江州司马任内，登庐山访大林寺僧人，有感于山下桃花已落，而山上的桃花始盛开，赋诗《大林寺桃花》一首：“人间四月芳菲尽，山寺桃花始盛开。长恨春归无觅处，不知转入此中来。”此后，大林寺附近被称为“白司马花径”。后因大林寺代有兴废，白司马花径逐渐湮没不闻。
1930年，隐居庐山的汉阳人李凤高（拙翁）偶然在此处发现地面一块巨石上有“花径”二字，经考证认为此二字大约为明末清初人书，而此地为白司马花径遗迹无疑。随后在石上筑一小圆亭（花径亭）以保护巨石，在旁边建一方亭（景白亭），并请陈三立撰写《花径景白亭记》，又在周围广植桃树，并竖立一石牌坊，在横额上书“花径”二字，两侧书“花开山寺，咏留诗人”一联。
中华人民共和国成立后，此地被辟为花径公园。1961年又在花径东侧建成庐山上第二座人工湖——如琴湖，面积170亩。湖心有岛，以曲桥连接陆地。1988年又仿建“白居易草堂”，内设白居易展览室。花径公园拥有湖山胜景，是庐山上一处重要景点。 